# Галушкин, Иван Владимирович
Иван Владимирович Галушкин (11 ноября 1994, Ульяновск) — российский биатлонист, чемпион и призёр чемпионата России. Мастер спорта России.

## Биография
Начал заниматься лыжным спортом в три года с бабушкой, затем стал организованно заниматься в ДЮСШ г. Ульяновска у тренера Юрия Васильевича Охотникова. На внутренних соревнованиях представляет Ульяновскую область.
Победитель юношеского первенства России в индивидуальной гонке, победитель в спринте и серебряный призёр в гонке преследования (2010). Абсолютный чемпион юношеского первенства ПФО (2011).
Участник I зимних юношеских Олимпийских игр 2012 года в Инсбруке. Завоевал серебряную медаль в смешанной лыжно-биатлонной эстафете в составе команды России. В чисто биатлонной смешанной эстафете также принимал участие, но российская команда после занятого второго места была дисквалифицирована из-за технических ошибок на женских этапах. В спринте занял 40-е место, в гонке преследования — 25-е.
Бронзовый призёр чемпионата России 2019 года в командной гонке в составе сборной Приволжского ФО. В летнем биатлоне становился чемпионом России (2018) в смешанной эстафете в составе сборной ПФО.
Победитель и призёр этапов Кубка России в личных и командных дисциплинах. Победитель и призёр чемпионата Приволжского ФО.